# Gesellschaft für belarussische Sprache

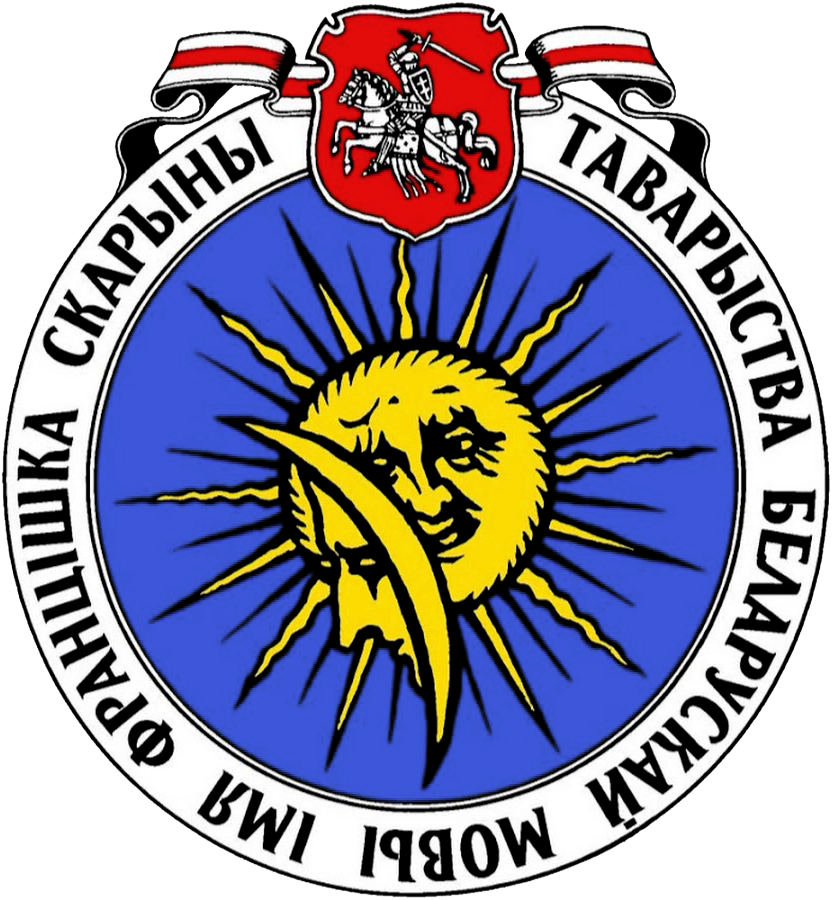

Die Gesellschaft für belarussische Sprache (Таварыства Беларускай Мовы/Tawarystwa Belaruskaj Mowy, abgekürzt TBM; auch Francysk Skaryna Gesellschaft für belarussische Sprache bzw. Francysk Skaryna Gesellschaft für weißrussische Sprache) ist eine Nichtregierungsorganisation in Minsk. Der Verein wurde 1989 gegründet; zu den Gründern zählten unter anderem der Verband der Schriftsteller von Belarus, die belarussischen Ministerien für Bildung, Kultur und Information sowie das sprachwissenschaftliche und literaturwissenschaftliche Institut der Akademie der Wissenschaften.

## Ziele
Laut Satzung hat die Gesellschaft für belarussische Sprache folgende Ziele: Erhöhung des Prestiges der belarussischen Sprache in der Gesellschaft von Belarus, Ausweitung des Gebrauchs des Belarussischen in allen Lebensbereichen, Schutz der Reinheit und Eigenständigkeit der belarussischen Sprache und Hinwirken darauf, dass das Belarussische den realen Status einer Staatssprache in Belarus erhält. Namensgeber ist Francysk Skaryna.

## Aktivitäten
Die TBM trat in den vergangenen Jahren vor allem als Verteidigerin der Rechte der belarussischsprachigen Bürger von Belarus in Erscheinung, insbesondere gegenüber staatlichen Einrichtungen, denen sie eine einseitige Bevorzugung der russischen Sprache vorwirft. Außerdem unterstützt die Organisation die Übersetzung aller Arten von fremdsprachlicher Literatur ins Belarussische und die Verwendung des Belarussischen durch Vertreter ausländischer Organisationen, diplomatischer Vertretungen und Unternehmen, die in Belarus tätig sind. Sie beteiligt sich an der wissenschaftlichen Diskussion zur belarussischen Sprache und gibt Empfehlungen zur Sprachkultur und Orthographie des Belarussischen ab.

### Publizistische Tätigkeit
Die TBM gibt wöchentlich die Zeitungen Nascha Slowa („Unser Wort“) sowie Nowy Tschas („Neue Zeit“) heraus. „Nowy Tschas“ ist eine Wochenzeitung von allgemeiner Thematik, das seit 1990 erscheinende Bulletin „Nascha Slowa“ dagegen besteht aus Beiträgen, die sich mit der belarussischen Sprache und Literatur sowie der TBM als Organisation beschäftigen. „Nascha Slowa“ ist keine philologische Fachzeitschrift, sondern richtet sich an die Mitglieder und an ein allgemeines Publikum, das an belarussischer Sprache, Literatur und der Situation des Belarussischen in der Gesellschaft interessiert ist.

## Vorsitzende
Vorsitzender ist seit 1999 der Historiker und sozialdemokratische Politiker Aleh Trusau. Seine Vorgänger waren die Schriftsteller Nil Hilewitsch (1989–1997) und Henads Buraukin (1997–1999).